# Volta a Lérida
A Volta a Lérida ((em catalão) : Volta Ciclista Internacional a Lleida) é uma corrida de ciclismo por etapas espanhola disputado na Província de Lérida.
Criada em 1942, a Volta de Lérida íntegrou o UCI Europe Tour em 2005 na categoria 2.2. Não disputada durante cinco anos, a prova refez o seu aparecimento em 2014 sob a forma de uma corrida de um dia, antes de se transformar uma carreira por etapas.

## Palmarés
| 1942      | Baltasar Tarrós       |                        |                     |  |  |
| 1943      | Baltasar Tarrós       |                        |                     |  |  |
| 1944      | Ramon Massano         |                        |                     |  |  |
| 1945      | Joan Calucho          |                        |                     |  |  |
| 1946      | Emilio Médio          |                        |                     |  |  |
| 1947      | não de carreira       | não de carreira        | não de carreira     |  |  |
| 1948      | Joan Calucho          |                        |                     |  |  |
| 1949-1954 | não de carreira       | não de carreira        | não de carreira     |  |  |
| 1955      | J. Casals             |                        |                     |  |  |
| 1956      | Lluís Gras            |                        |                     |  |  |
| 1957      | Andreu Carulla        |                        |                     |  |  |
| 1958      | Domingo Ferrer        |                        |                     |  |  |
| 1959      | Angelino Soler        |                        |                     |  |  |
| 1960-1963 | não de carreira       | não de carreira        | não de carreira     |  |  |
| 1964      | Sebastià Segú         |                        |                     |  |  |
| 1965      | Lluís Mayoral         |                        |                     |  |  |
| 1966      | Eugenio Lizarde       |                        |                     |  |  |
| 1967      | Joaquín Pérez         |                        |                     |  |  |
| 1968      | R. Iglesias           |                        |                     |  |  |
| 1969      | Antonio Martos        |                        |                     |  |  |
| 1970      | José Pesarrodona      |                        |                     |  |  |
| 1971      | Javier Mínguez        |                        |                     |  |  |
| 1972      | Juan Pujol            |                        |                     |  |  |
| 1973      | Ramón Medina          |                        |                     |  |  |
| 1974      | Jesús Líndez          |                        | Jesús López Carril  |  |  |
| 1975      | Fernando Cabrero      |                        |                     |  |  |
| 1976      | José Luis Mayoz       |                        |                     |  |  |
| 1977      | Faustino Rupérez      |                        |                     |  |  |
| 1978      | Francesc Sala         |                        |                     |  |  |
| 1979      | Antonio Coll          |                        |                     |  |  |
| 1980      | Jaime Vilamajó        |                        |                     |  |  |
| 1981      | Alex Debremaecker     |                        |                     |  |  |
| 1982      | Miguel Ángel Iglesias |                        |                     |  |  |
| 1983      | José Luis Navarro     |                        |                     |  |  |
| 1984      | José Luis Alonso      |                        |                     |  |  |
| 1985      | Emili García          |                        |                     |  |  |
| 1986      | José Luis Ruiz        |                        |                     |  |  |
| 1987      | José Pedrero          |                        |                     |  |  |
| 1988      | Dimitri Zhdanov       |                        |                     |  |  |
| 1989      | Vicente Aparicio      |                        |                     |  |  |
| 1990      | Fedor Gelin           |                        |                     |  |  |
| 1991      | Alberto Ortiga        |                        |                     |  |  |
| 1992      | Sergei Savinotschkin  |                        |                     |  |  |
| 1993      | Sergei Suleimanov     |                        |                     |  |  |
| 1994      | Manuel Beltrán        |                        |                     |  |  |
| 1995      | Eligio Requejo        | Jacob Viladoms         | Javier Otxoa        |  |  |
| 1996      | Thierry Elissalde     |                        |                     |  |  |
| 1997      | Denis Menchov         | Marc Prat              | Stive Vermaut       |  |  |
| 1998      | José Urea             | Frederic Ivars         | Manu L'Hoir         |  |  |
| 1999      | Thorwald Veneberg     | Frederic Ivars         | Ricardo Otxoa       |  |  |
| 2000      | Miguel Alandete       | Roger Luzia            | Vladimir Karpets    |  |  |
| 2001      | Alexander Rotar       | Hector Toledo          | Volodymyr Savchenko |  |  |
| 2002      | Jesús Ramírez         | Santiago de Chile Segú | Tomás Lloret        |  |  |
| 2003      | Javier Reis           | Jukka Vastaranta       | Iam Latasa          |  |  |
| 2004      | Antonio Arenas        | Kanstantsin Siutsou    | Fernando Serrano    |  |  |
| 2005      | Branislau Samoilau    | Pavel Brutt            | Vicente Peiró       |  |  |
| 2006      | Mikhail Ignatiev      | Manuel Jesús Jiménez   | Pavel Brutt         |  |  |
| 2007      | Francis De Greef      | Klaas Sys              | Alessandro Bisolti  |  |  |
| 2008      | Lars Boom             | Carlos Andrés Ibáñez   | Wout Poels          |  |  |
| 2009-2013 | não se disputou       | não se disputou        | não se disputou     |  |  |
| 2014      | Adrià Moreno          | Juan de Dios González  | José Guillén        |  |  |
| 2015      | Artem Samolenkov      | Dmitry Strakhov        | Jorge Arcas         |  |  |
| 2016      | Óscar Linares         | Elías Tello            | Jorge Bueno         |  |  |
| 2017      | Nícolas Sessler       | Iván Martínez          | Iñaki Gozálbez      |  |  |
| 2018      | Txomin Juaristi       | Reinier Honig          | Eusebio Pascual     |  |  |